# Scipione Caffarelli Borghese
Scipione Borghese Caffarelli (Artena, 1 de setembre de 1577 - Roma, 2 d'octubre de 1633) va ser un cardenal catòlic, arquebisbe de Bolonya (1610-1612). Era nebot de Camillo Borghese, qui va ser elegit papa com Pau V el 1605.

## Biografia
Procedent d'una família noble de Siena, que al segle xvi es va establir a Roma, en aquesta ciutat el cardenal va gastar la major part de la seva immensa fortuna, en la construcció i restauració de castells, palaus i esglésies. Va arribar a ser conegut com el patró i mecenes de grans artistes de renom. Entre 1613 i 1616, va construir la Villa Borghese Pinciana al turó del Pincio, a Roma, on va reunir a la seva famosa col·lecció d'art, de la qual procedeix la Galeria Borghese.

## Familiars
- Camillo Borghese (1552-1621) cardenal des de (1596), després papa Paulo V
- Pietro Maria (1599-1642), cardenal des de (1624)
- Francesco Scipione Maria Borghese (1697-1759), cardenal des de (1729)